# Бузио, Джанлука
Джанлука Кристиано Бузио (англ. Gianluca Cristiano Busio; родился 28 мая 2002) — американский футболист, игрок итальянского клуба «Венеция» и сборной США. Выступает на позициях полузащитника и нападающего.

## Клубная карьера
Уроженец Гринсборо, Северная Каролина, Джанлука играл в академии клуба «Норт-Каролина Фьюжн», а в 2016 году стал игроком академии «Спортинг Канзас-Сити»
25 августа 2017 года Бузио подписал профессиональный контракт с клубом «Спортинг Канзас-Сити» как доморощенный игрок, став вторым самым молодым игроком (после Фредди Аду), заключившим контракт с клубом MLS.
4 апреля 2018 года дебютировал в составе «Своуп Парк Рейнджерс», фарм-клуба «Спортинг Канзас-Сити» в USL, в матче против «Колорадо-Спрингс Суитчбакс». 28 июля 2018 года Бузио дебютировал в MLS, выйдя на замену в матче против клуба «Даллас». 4 августа 2018 года впервые вышел в стартовом составе на матч MLS против клуба «Хьюстон Динамо». В этой игре он сделал голевую передачу на Диего Рубио, благодаря чему «Спортинг Канзас-Сити» одержал победу со счётом 1:0. Бузио стал третьим самым молодым игроком (после Фредди Аду и Алфонсо Дейвиса), выходившим в стартовом составе в матче MLS. 17 октября 2018 года в матче против клуба «Ванкувер Уайткэпс» забил свой первый гол в профессиональной карьере.
6 марта 2019 года дебютировал в Лиге чемпионов КОНКАКАФ в матче против панамского клуба «Индепендьенте».
9 августа 2021 года Бузио перешёл в клуб итальянской Серии A «Венеция». По сведениям ESPN, стоимость трансфера с учётом бонусов может достичь 10,5 млн долларов, «Спортинг КС» также получит 20 % от суммы возможной перепродажи игрока. За «Венецию» он дебютировал 27 августа 2021 года в матче против «Удинезе». 2 октября 2021 года в матче против «Кальяри» забил свой первый гол за «Венецию». 29 июля 2022 года Бузио продлил контракт с «Венецией» до конца сезона 2024/25.

## Карьера в сборной
В 2017 году дебютировал в составе сборной США до 15 лет.
С 2017 года выступал за сборную США до 17 лет.
Был включён в состав сборной США на Золотой кубок КОНКАКАФ 2021. 11 июля 2021 года в матче первого тура группового этапа турнира против сборной Гаити дебютировал за сборную США.
Был включён в состав сборной на Золотой кубок КОНКАКАФ 2023. 2 июля 2023 года в матче третьего тура группового этапа турнира против сборной Тринидада и Тобаго забил свой первый гол за сборную США.

## Личная жизнь
Отец Джанлуки — итальянец родом из Брешии, мать — афроамериканка.

## Достижения
Командные
сборная США
- Победитель Золотого кубка КОНКАКАФ: 2021

Индивидуальные
- Член символической сборной юношеского чемпионата КОНКАКАФ: 2019[30]